# Carlos Monge Medrano
Carlos Monge Medrano (Lima, 13 de diciembre de 1884 - 15 de febrero de 1970) fue un médico, investigador y catedrático universitario peruano. Fue el iniciador de los estudios sobre biología andina y la fisiología de altura, siendo el primero en explicar científicamente el “mal de montaña crónico” que, desde 1929, se denomina “enfermedad de Monge”.

## Biografía
Fue hijo de José M. Monge y Eleodora Medrano. Cursó sus estudios secundarios en el Colegio Nacional Nuestra Señora de Guadalupe. En 1904 ingresó a la Facultad de Medicina de la Universidad Mayor de San Marcos, donde se graduó de bachiller en 1909 con una tesis que versaba sobre algunos aspectos de la verruga peruana o enfermedad de Carrión. Se recibió como médico cirujano en 1911. Inmediatamente siguió un curso de especialización en la Escuela de Medicina Tropical de Londres, obteniendo finalmente su doctorado en 1913, con una tesis sobre “La leishmaniasis del dermis en el Perú”, trabajo que contribuyó al esclarecimiento de la etiología de la uta, una muy temida afección cutánea de presencia ancestral en el Perú.
En 1914 retornó al Perú y pasó a ejercer la docencia en su alma mater, como jefe de Clínica de la Facultad de Medicina. Llegó a ser catedrático de Nosografía Médica (1919) y de Clínica Médica (1931). Asimismo, en 1925 asumió como jefe del pabellón número 2 del Hospital Arzobispo Loayza.
En 1928 fue invitado por el Instituto Franco Peruano de Alta Cultura para dictar la cátedra de Alta Cultura Peruana en la Universidad de París. Luego fue director del departamento de Medicina Interna en el Hospital Arzobispo Loayza (1934) y del Instituto de Biología y Patología Andina (1934).
Decano de la Facultad de Medicina de San Marcos (1941-1946), fue Rector interino en 1946. También dirigió la Escuela de Altos Estudios de dicha universidad (1946-1957). Fue profesor honorario de las universidades de Chicago (1941), Santiago de Chile (1942) y Cochabamba (1947).
Miembro de la Academia Nacional de Medicina desde 1917, llegó a presidirla en dos períodos (1933-1934 y 1935-1936). Y fue también presidente de la Sociedad de Beneficencia Pública de Lima (1964).

## La Enfermedad de Monge
Carlos Monge fue iniciador de una especialidad científica muy particular, la biología andina y la fisiología de altura. A partir de 1923 comenzó a publicar trabajos referentes al llamado “mal de montaña”, llamado también “soroche” (del quechua, suruchi), mal que sufren las personas de la costa o los llanos que suben a las alturas de los Andes, donde el oxígeno está enrarecido.
El “mal de altura” o “mal de montaña”, que se caracteriza por cefalalgia, mareos, vómitos y a veces hasta sangrado de nariz y oídos, había sido ya objeto de atención de parte de investigadores europeos, algunos de los cuales supusieron que los indígenas que vivían en alturas mayores a los 3.000 m s. n. m. debían ser seres fisiológica e intelectualmente inferiores, pues la ciencia establecía que era imposible desarrollar una vida normal en un medio ambiente como ese. Para esclarecer este problema, Monge, junto con su discípulo Alberto Hurtado, organizó en 1927 una expedición científica a La Oroya, Ticlio y Morococha, zonas de altura de la sierra central peruana. La conclusión a la que se llegaron fue que el hombre de los Andes y del Altiplano es biológicamente distinto al hombre de la costa o de los llanos. A través de un proceso que duró siglos, el hombre andino se adaptó a la altura, lo que se traduce en una mayor cantidad de glóbulos rojos en la sangre, una mayor capacidad pulmonar y respiratoria, que se trasluce a la vez en una mayor resistencia al trabajo físico.
El soroche suele presentarse poco después de que la persona del llano ha subido a una región de elevada altitud. Monge determinó que existía una forma crónica de este mal, que la desarrollan las personas de la costa que han vivido por varios años en las alturas (mal de montaña crónico). Inversamente, existe un "mal de llano", que se desarrolla en el hombre de la altura, cuando baja al llano. En ambos casos, el organismo se normaliza solo cuando vuelve a su medio original.
En reconocimiento a este gran aporte a la ciencia médica, en 1929 el decano de la Facultad de Medicina de La Sorbona J. E. Roger bautizó al “mal de altura” como la “enfermedad de Monge”.
En 1931 se creó el Instituto de Biología Andina como parte de la Facultad de Medicina de la Universidad de San Marcos.

## Obras principales
- Algunas consideraciones sobre un caso de estómago bilocular (en colaboración con Constantino Carvallo, 1910). Premio de la Sociedad Unión Fernandina
- El síndrome de hipertonia del vaso gástrico en las aortitis silenciosas (1913).
- Las leishmaniasis del dermis en el Perú (1914). Tesis doctoral.
- Estudios fisiológicos sobre el hombre de los Andes (en colaboración con varios investigadores, 1928).
- La enfermedad de los Andes (1928, traducida al francés en 1929).
- Climatophysiologie et Climatopathologie des hauts plateaux (1934).
- Influencia biológica del altiplano en el individuo, la raza, las sociedades y la historia de América (1940).
- Aclimatación en los Andes. Confirmaciones históricas de la agresión climática en el desenvolvimiento de las sociedades de América (1945 y 1962, traducida al inglés en 1948).
- Biología andina y de altitud (1947).
- Extractos de investigaciones sobre biología de altitud (1960).
- High altitude diseases (con Carlos Monge C., 1967). Premio Nacional a la investigación científica.

| Predecesor: Pedro M. Oliveira | Rector de la Universidad de San Marcos (interino) 1946 | Sucesor: Luis Alberto Sánchez |